# Eragrostis simpliciflora
Eragrostis simpliciflora là một loài thực vật có hoa trong họ Hòa thảo. Loài này được (J.Presl) Steud. mô tả khoa học đầu tiên năm 1854.